# 中村千恵子
中村 千恵子（なかむら ちえこ、1943年（昭和18年） - ）は、日本の実業家。日本初の西洋楽器店銀座十字屋代表取締役会長。娘は元フジテレビアナウンサーで現在、フリーアナウンサーの中村江里子。

## 経歴
- 1943年東京生まれ[1]。
- 立教大学経済学部卒業[1]。
- 1985年より（株）十字屋に常務取締役として参画[1]。
- 2005年5月代表取締役社長に就任[1]。
- 2013年4月代表取締役会長に就任。